# Отмар Крюпль
Отмар Крюпль (нім. Othmar Krüpl; 18 серпня 1893, Імст — 30 вересня 1992, Відень) — австро-угорський, австрійський і німецький офіцер, генерал-майор вермахту. Кавалер Німецького хреста в сріблі.

## Біографія
1 серпня 1914 року вступив в залізничний полк австро-угорської армії. Учасник Першої світової війни, з 19 серпня 1914 по 1 жовтня 1918 року служив в 25-й залізничній роті. Після війни продовжив службу в австрійській армії. В 1926/27 роках навчався у Віденському технічному училищі. З 1 листопада 1932 року — інструктор військового училища Еннса. Після аншлюсу 15 березня 1938 року автоматично перейшов у вермахт. З 1 серпня 1938 року — офіцер штабу 56-го залізничного інженерного батальйону. З 1 березня 1939 року — командир 2-го батальйону 2-го залізничного інженерного полку, з 15 вересня 1940 по 30 червня 1942 року — 6-го, з липня 1942 по грудень 1943 року — 5-го залізничного інженерного полку, з 1 січня 1944 року — 2-ї залізничної інженерної бригади особливого призначення. 8 травня 1945 року взятий в полон. В 1947 році звільнений.

## Звання
- Лейтенант (1 серпня 1914)
- Оберлейтенант (1 травня 1915)
- Гауптман (1 січня 1921)
- Майор (18 січня 1930)
- Оберстлейтенант (1 лютого 1939)
- Оберст (1 лютого 1941)
- Генерал-майор (30 січня 1945)

## Нагороди
- Срібна і бронзова медаль «За військові заслуги» (Австро-Угорщина) з мечами
- Хрест «За військові заслуги» (Австро-Угорщина) 3-го класу з військовою відзнакою і мечами — нагороджений двічі.
- Військовий Хрест Карла
- Загальний хрест «За відвагу» (Каринтія)
- Пам'ятна військова медаль (Австрія) з мечами
- Золотий знак «За заслуги перед Австрійською Республікою»
- Почесний хрест ветерана війни з мечами
- Медаль «За вислугу років у Вермахті» 4-го, 3-го, 2-го і 1-го класу (25 років)
- Хрест Воєнних заслуг 2-го і 1-го класу з мечами
- Медаль «За зимову кампанію на Сході 1941/42»
- Німецький хрест в сріблі (5 вересня 1942)